# Tagged
Tagged è un social network fondato nel 2004 da Greg Tseng e Johann Schleier Smith e con sede a San Francisco.

## Storia
Il nome deriva dalla possibilità di contrassegnare ("tag") ed individuare degli utenti all'interno di una foto caricata. Tagged afferma di avere oltre 300 milioni di utenti. Quantast stima gli utenti unici nel mondo in circa 12 milioni al mese, di cui quasi 4 milioni negli Stati Uniti.
Il sito è stato lanciato in versione inglese e solo a partire dal 2009 circa si sono create delle traduzioni. Il livello di utenza è elevato e sviluppato soprattutto in Filippine, Iraq, Malesia, Kenya, Camerun, Trinidad e Tobago. La città in cui è maggiormente utilizzato è New York, la quale racchiude circa 2% degli utenti complessivi. Una delle caratteristiche peculiari del sito è un gioco in cui è possibile acquistare (virtualmente) un altro utente, tramite punti ottenuti attraverso un frequente accesso. Gli utenti acquistati vengono definiti "pets", animali domestici. Il gioco più popolare del sito era frequentato da 375.000 utenti attivi al giorno con milioni di operazioni effettuate. Al 2011, la società guadagna oltre un milione di dollari al mese tramite i suoi giochi virtuali, e nell'intero 2010 i ricavi sono stati di oltre 32 milioni di dollari. Tagged è uno dei pochi social network che ha trovato il modo di prosperare nell'era di Facebook. Nel 2011 Tagged ha comprato per una cifra sconosciuta il sito rivale Hi5, il terzo social network più popolare dietro a Facebook e MySpace..
Il sito permette una personalizzazione della propria pagina tramite temi predefiniti, scelta del layout e possibilità di caricare immagini di sfondo. Si possono caricare foto personali, commentare foto altrui, partecipare a gruppi e mandare messaggi privati.